# Machiko Nakanishi
Machiko Nakanishi –en japonés, 中西真知子, Nakanishi Machiko– (19 de septiembre de 1976) es una deportista japonesa que compitió en triatlón. Ganó tres medallas en el Campeonato Asiático de Triatlón entre los años 1999 y 2004.

## Palmarés internacional
| Campeonato Asiático | Campeonato Asiático        | Campeonato Asiático | Campeonato Asiático |
| Año                 | Lugar                      | Medalla             | Prueba              |
| ------------------- | -------------------------- | ------------------- | ------------------- |
| 1999                | Sokcho (Corea del Sur)     | Medalla de bronce   | Individual          |
| 2001                | Kota Kinabalu (Malasia)    | Medalla de oro      | Individual          |
| 2004                | Bahía de Súbic (Filipinas) | Medalla de bronce   | Individual          |